# John Bachman

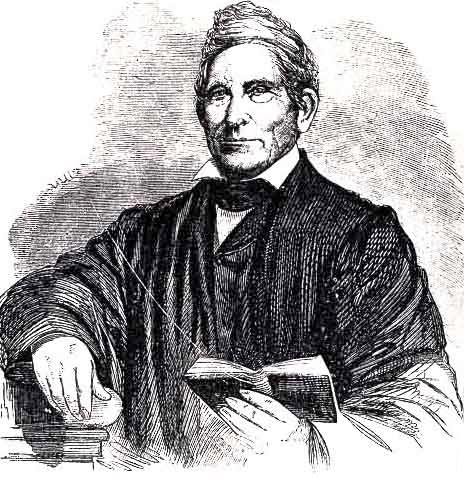
Porträtzeichnung Bachmans aus Harper’s Weekly vom 18. Januar 1861

John Bachman (* 4. Februar 1790 in Rhinebeck, New York; † 24. Februar 1874 in Charleston, South Carolina) war ein US-amerikanischer Naturgelehrter und Prediger.

## Kindheit und Jugend
Bachman stammt aus einer Farmer-Familie mit vermutlich Schweizer Wurzeln. Seine Eltern waren Jacob Bachman und Eva Shop. Er hatte zwei Brüder, Jacob und Henry, sowie eine Schwester namens Eva. Bachman wuchs auf der elterlichen Farm in Rennsalaer County auf. Seine frühe Erziehung war einerseits von der religiösen Unterweisung durch seinen Vater, unter anderem anhand der Schriften Martin Luthers, andererseits durch das Leben in der Natur geprägt. Angeblich verkaufte er Biberpelze, um sich mit dem Erlös naturkundliche Bücher anzuschaffen. Schon als Junge nahm er an Verhandlungen mit dem Indianerstamm der Oneida teil. Häufig war er in der Wildnis unterwegs. Wegen einer Tuberkuloseerkrankung musste er seinen Schulbesuch in Philadelphia abbrechen, wurde aber von dem lutherischen Prediger Anton T. Braun zu Hause weiter unterrichtet. Unbestätigt ist, dass er am Williams College in Williamstown, Massachusetts, zur Schule ging. Auf einer Reise nach Philadelphia lernte der junge Bachman 1810 Alexander von Humboldt sowie Alexander Wilson, den vermutlich ersten Ornithologen Nordamerikas, kennen.

## Der lutherische Prediger

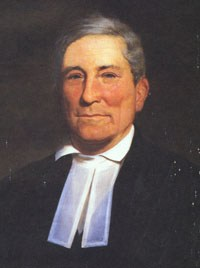
Porträt von Bachman

Seine erste Anstellung fand Bachman an der Schule von Ellwood City, Pennsylvania, wo er bald auch eine Erlaubnis zur lutherischen Predigt erhielt. 1814 wurde er in dieser Konfession ordiniert. Kurz darauf wechselte er als Pastor an die St. John’s Lutheran Church in Charleston (South Carolina), nicht zuletzt auch, weil er sich vom dortigen Klima eine Linderung seiner Atemprobleme erhoffte. Charleston blieb daraufhin bis zu seinem Tod sein Lebensmittelpunkt. Dort heiratete er auch 1816 seine erste Frau Harriet Martin. Von den 14 gemeinsamen Kindern überlebten neun das Kleinkindalter. 1846 starb Harriet Bachman. Zwei Jahre später heiratete John Bachman Maria, die Schwester seiner ersten Frau.
In Charleston begann Bachman, sich um die afrikanischstämmigen Sklaven und die Freigelassenen zu kümmern. Obwohl er selbst Sklavenhalter war, unterrichtete er zahlreiche Sklaven im Lesen und Schreiben, was zu diesem Zeitpunkt zumindest gesellschaftlich nicht akzeptiert und zum Teil auch juristisch illegal war. Zahlreiche Sklaven wurden von ihm getauft und in seine Gemeinde aufgenommen, wo sie bis zu 40 Prozent der Mitglieder ausmachten. Zur Gemeinde gehörten unter anderem Jenkins Drayton, der später als Missionar in Liberia wirkte, und Jehu Jones, der erste schwarze Amerikaner, der als lutherischer Prediger ordiniert wurde.
Bachman gehörte zu den Gründungsmitgliedern der lutherischen Synode von South Carolina und hatte zweimal deren Vorsitz inne (1824 bis 1833, 1839 bis 1840). Darüber hinaus setzte er sich maßgeblich für die Gründung des lutherischen Predigerseminars in Pomaria 1831 und des heute noch bestehenden Newberry Colleges 1853 ein. Er war der erste Vorsitzende des Schulrats des Colleges und steuerte dessen Entwicklung in den ersten Jahren.
Darüber hinaus verfasste er mehrere theologische Schriften. Mit dem wichtigsten Werk, A Defense of Luther and the Reformation, griff er 1853 in eine Auseinandersetzung mit Katholiken in der Region ein. 1860 bis 1862 war er Mit-Herausgeber der Zeitung Southern Lutheran.

## Der Naturforscher

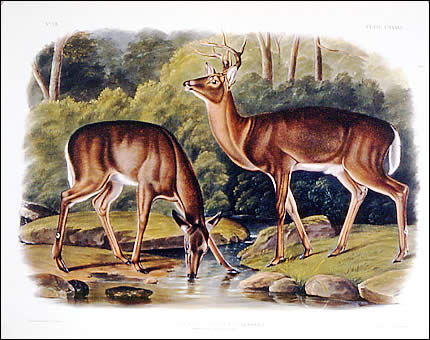
Virginia-Hirsch aus Viviparous Quadrupeds of North America

Seiner Leidenschaft für die Natur blieb Bachman auch als Geistlicher treu und er wurde schnell in einen Zirkel von Naturforschern aufgenommen, der sich um das College von South Carolina und das College von Charleston gebildet hatte. Bachman befasste sich vor allem mit Studien über Vögel, Wildblumen und kleine Säugetiere (ganz besonders Kaninchen). Er sammelte zahlreiche Pflanzen und Tiere in der Umgebung von Charleston. Ab den frühen 1820er Jahren veröffentlichte er Artikel in naturkundlichen Publikationen. 1833 gehörte er zu den Gründern der Gartenbaugesellschaft von South Carolina.
1831 nahm der populäre Vogelzeichner John James Audubon Kontakt mit Bachman auf. Einen Monat lang lebte Audubon in dessen Haus, und ab diesem Zeitpunkt hielten die beiden Naturforscher ständig Kontakt. Audubon ermutigte auch Bachmans Frau Maria, ihr Zeichentalent zu nutzen. Sie wurde eine der ersten Naturzeichnerinnen in den USA und wirkte an verschiedenen naturkundlichen Veröffentlichungen dieser Zeit mit. Darüber hinaus heirateten die beiden Söhne Audubons zwei Töchter Bachmans, die allerdings früh an Tuberkulose starben. 1838 unternahm Bachman eine Reise nach Europa, wo er Audubon sowie Alexander von Humboldt traf und die Ehrendoktorwürde der Universität Berlin entgegennahm. 1845 wurde Bachmann in die American Academy of Arts and Sciences gewählt. 1848 wurde er zum Professor für Naturkunde am College von Charleston berufen. Bis 1853 übte er dieses Amt aus.
Angesichts des großen Erfolgs von Audubons Hauptwerk Birds of America beschlossen beide, ein ähnlich umfassendes Werk über die Säugetiere Nordamerikas zu verfassen. Audubon zeichnete die Tierdarstellungen, während Bachman den größten Teil des Textes verfasste und das Werk gemeinsam mit Audubons Söhnen veröffentlichte. 1851, nach dem Tod John James Audubons, erschien das Buch unter dem Titel Viviparous Quadrupeds of North America. Ab 1850 veröffentlichte Bachman verstärkt Aufsätze in verschiedenen naturkundlichen Publikationen und hielt zoologische Vorträge.

## Sezessionskrieg und letzte Jahre
In die dem amerikanischen Sezessionskrieg vorangehenden Auseinandersetzungen griff John Bachman publizistisch ein. In den späten 1840er Jahren begann er mit Angriffen auf die verbreitete Ansicht, dass Schwarze von einer anderen, niedrigeren Rasse abstammten als weiße Menschen. Diese Auffassung legte er 1850 auch seinem Buch The Doctorine of the Unity of the Human Race zu Grunde. Allerdings blieb er selbst Sklavenhalter und verteidigte die Sklaverei an sich. Zwar vertrat er in einigen Aspekten auch unionistische Ansichten, dennoch unterstützte er letztendlich die Sezession und eröffnete am 20. Dezember 1860 die entscheidende Versammlung zur Sezession South Carolinas mit einem Gebet. Während der Kriegsjahre zog er sich aus dem öffentlichen Leben zurück und konzentrierte sich auf Seelsorge und Krankenpflege.
Während der Eroberung Charlestons 1865 wurde Bachman von Nordstaaten-Soldaten misshandelt, so dass ein Arm von da an gelähmt blieb, seine naturwissenschaftliche Sammlung und seine Bibliothek wurden zerstört. 1871 gab er sein Amt als Pastor auf, predigte aber auch im Ruhestand weiter. John Bachman starb am 24. Februar 1874 im Alter von 84 Jahren. Er wurde in der St. John’s Lutheran Church vor dem Altar begraben.

## Nach Bachman benannte Tierarten
John James Audubon benannte mehrere Vögel und Säugetiere nach Bachman: Vermivora bachmanii, Aimophila aestivalis bachmani, Haematopus bachmani, Sylvilagus bachmani und Sciurus niger bachmani. Später kam der Schmetterling Libythaea bachmani dazu.